# McQueeney
McQueeney és una concentració de població designada pel cens dels Estats Units a l'estat de Texas. Segons el cens del 2000 tenia 2.527 habitants.

## Demografia
Segons el cens del 2000, McQueeney tenia 2.527 habitants, 1.018 habitatges, i 722 famílies. La densitat de població era de 235,1 habitants/km².
Dels 1.018 habitatges en un 28,7% hi vivien nens de menys de 18 anys, en un 60,4% hi vivien parelles casades, en un 7% dones solteres, i en un 29% no eren unitats familiars. En el 23,2% dels habitatges hi vivien persones soles el 7,8% de les quals corresponia a persones de 65 anys o més que vivien soles. El nombre mitjà de persones vivint en cada habitatge era de 2,48 i el nombre mitjà de persones que vivien en cada família era de 2,94.
Per edats la població es repartia de la següent manera: un 23,1% tenia menys de 18 anys, un 8% entre 18 i 24, un 26,6% entre 25 i 44, un 28% de 45 a 60 i un 14,3% 65 anys o més.
L'edat mediana era de 40 anys. Per cada 100 dones de 18 o més anys hi havia 99,1 homes.
La renda mediana per habitatge era de 42.317 $ i la renda mediana per família de 47.464 $. Els homes tenien una renda mediana de 28.333 $ mentre que les dones 23.375 $. La renda per capita de la població era de 21.079 $. Aproximadament el 2% de les famílies i el 4,3% de la població estaven per davall del llindar de pobresa.

## Poblacions properes
El següent diagrama mostra les poblacions més properes.